# Monroe (Georgia)
Monroe is een plaats (city) in de Amerikaanse staat Georgia, en valt bestuurlijk gezien onder Walton County.

## Demografie
Bij de volkstelling in 2000 werd het aantal inwoners vastgesteld op 11.407.
In 2006 is het aantal inwoners door het United States Census Bureau geschat op 12.631, een stijging van 1224 (10.7%).

## Geografie
Volgens het United States Census Bureau beslaat de plaats een oppervlakte van
27,1 km², waarvan 26,8 km² land en 0,3 km² water. Monroe ligt op ongeveer 250 m boven zeeniveau.

## Plaatsen in de nabije omgeving
De onderstaande figuur toont nabijgelegen plaatsen in een straal van 16 km rond Monroe.

## Geboren
- Frances Conroy (1953), actrice